# Campeonato Mundial de Ciclismo de Montaña en Maratón
El Campeonato Mundial de Ciclismo de Montaña en Maratón es la competición internacional más importante de ciclismo de montaña en la disciplina de campo a través en maratón. Es organizado anualmente desde 2003 por la Unión Ciclista Internacional (UCI).
Este campeonato se realiza por separado del Campeonato Mundial de Ciclismo de Montaña, y consta solo de dos pruebas, la masculina y la femenina.

## Ediciones
| Núm.  | Año  | Sede              | País           |
| ----- | ---- | ----------------- | -------------- |
| I     | 2003 | Lugano            | Suiza          |
| II    | 2004 | Bad Goisern       | Austria        |
| III   | 2005 | Lillehammer       | Noruega        |
| IV    | 2006 | Le Bourg-d'Oisans | Francia        |
| V     | 2007 | Verviers          | Bélgica        |
| VI    | 2008 | Villabassa        | Italia         |
| VII   | 2009 | Graz              | Austria        |
| VIII  | 2010 | Sankt Wendel      | Alemania       |
| IX    | 2011 | Montebelluna      | Italia         |
| X     | 2012 | Ornans            | Francia        |
| XI    | 2013 | Kirchberg         | Austria        |
| XII   | 2014 | Pietermaritzburg  | Sudáfrica      |
| XIII  | 2015 | Val Gardena       | Italia         |
| XIV   | 2016 | Laissac           | Francia        |
| XV    | 2017 | Singen            | Alemania       |
| XVI   | 2018 | Auronzo           | Italia         |
| XVII  | 2019 | Grächen           | Suiza          |
| XVIII | 2020 | Sakarya           | Turquía        |
| XIX   | 2021 | Elba              | Italia         |
| XX    | 2022 | Haderslev         | Dinamarca      |
| XXI   | 2023 | Glasgow           | Reino Unido    |
| XXII  | 2024 | Snowshoe          | Estados Unidos |

## Palmarés

### Masculino
| Núm.  | Año  | Sede                          | Oro                                | Plata                              | Bronce                           |
| ----- | ---- | ----------------------------- | ---------------------------------- | ---------------------------------- | -------------------------------- |
| I     | 2003 | Lugano · ( Suiza)             | Thomas Frischknecht · Suiza        | Bart Brentjens · Países Bajos      | Carsten Bresser · Alemania       |
| II    | 2004 | Bad Goisern · ( Austria)      | Massimo De Bertolis · Italia       | Thomas Dietsch Francia             | Bart Brentjens · Países Bajos    |
| III   | 2005 | Lillehammer · ( Noruega)      | Thomas Frischknecht · Suiza        | Bart Brentjens · Países Bajos      | Dario Acquaroli · Italia         |
| IV    | 2006 | Le Bourg-d'Oisans ( Francia)  | Ralph Näf · Suiza                  | Leonardo Páez · Colombia           | Roel Paulissen · Bélgica         |
| V     | 2007 | Verviers · ( Bélgica)         | Christoph Sauser · Suiza           | Roel Paulissen · Bélgica           | Thomas Dietsch Francia           |
| VI    | 2008 | Villabassa · ( Italia)        | Roel Paulissen · Bélgica           | Christoph Sauser · Suiza           | Urs Huber · Suiza                |
| VII   | 2009 | Graz · ( Austria)             | Roel Paulissen · Bélgica           | Alban Lakata · Austria             | Christoph Sauser · Suiza         |
| VIII  | 2010 | Sankt Wendel · ( Alemania)    | Alban Lakata · Austria             | Mirko Celestino · Italia           | Burry Stander Sudáfrica          |
| IX    | 2011 | Montebelluna · ( Italia)      | Christoph Sauser · Suiza           | Jaroslav Kulhavý · República Checa | Mirko Celestino · Italia         |
| X     | 2012 | Ornans ( Francia)             | Periklís Ilías · Grecia            | Moritz Milatz · Alemania           | Kristián Hynek · República Checa |
| XI    | 2013 | Kirchberg · ( Austria)        | Christoph Sauser · Suiza           | Alban Lakata · Austria             | Leonardo Páez · Colombia         |
| XII   | 2014 | Pietermaritzburg ( Sudáfrica) | Jaroslav Kulhavý · República Checa | Alban Lakata · Austria             | Christoph Sauser · Suiza         |
| XIII  | 2015 | Val Gardena · ( Italia)       | Alban Lakata · Austria             | Christoph Sauser · Suiza           | Leonardo Páez · Colombia         |
| XIV   | 2016 | Laissac ( Francia)            | Tiago Ferreira Portugal            | Alban Lakata · Austria             | Kristián Hynek · República Checa |
| XV    | 2017 | Singen · ( Alemania)          | Alban Lakata · Austria             | Tiago Ferreira Portugal            | Daniel Geismayr · Austria        |
| XVI   | 2018 | Auronzo · ( Italia)           | Henrique Avancini · Brasil         | Daniel Geismayr · Austria          | Leonardo Páez · Colombia         |
| XVII  | 2019 | Grächen · ( Suiza)            | Leonardo Páez · Colombia           | Kristián Hynek · República Checa   | Samuele Porro · Italia           |
| XVIII | 2020 | Sakarya ( Turquía)            | Leonardo Páez · Colombia           | Tiago Ferreira Portugal            | Martin Stošek · República Checa  |
| XIX   | 2021 | Elba · ( Italia)              | Andreas Seewald · Alemania         | Diego Arias · Colombia             | José Dias Portugal               |
| XX    | 2022 | Haderslev ( Dinamarca)        | Samuel Gaze Nueva Zelanda          | Andreas Seewald · Alemania         | Simon Andreassen Dinamarca       |
| XXI   | 2023 | Glasgow ( Reino Unido)        | Henrique Avancini · Brasil         | Martin Stošek · República Checa    | Lukas Baum · Alemania            |
| XXII  | 2024 | Snowshoe ( Estados Unidos)    | Simon Andreassen Dinamarca         | Christopher Blevins Estados Unidos | David Valero · España            |

### Femenino
| Núm.  | Año  | Sede                          | Oro                              | Plata                            | Bronce                               |
| ----- | ---- | ----------------------------- | -------------------------------- | -------------------------------- | ------------------------------------ |
| I     | 2003 | Lugano · ( Suiza)             | Maja Włoszczowska · Polonia      | Magdalena Sadłecka · Polonia     | Sandra Klose · Alemania              |
| II    | 2004 | Bad Goisern · ( Austria)      | Gunn-Rita Dahle · Noruega        | Irina Kalentieva · Rusia         | Blaža Klemenčič Eslovenia            |
| III   | 2005 | Lillehammer · ( Noruega)      | Gunn-Rita Dahle · Noruega        | Blaža Klemenčič Eslovenia        | Petra Henzi · Suiza                  |
| IV    | 2006 | Le Bourg-d'Oisans ( Francia)  | Gunn-Rita Dahle Flesjå · Noruega | Petra Henzi · Suiza              | Elsbeth van Rooy-Vink · Países Bajos |
| V     | 2007 | Verviers · ( Bélgica)         | Petra Henzi · Suiza              | Sabine Spitz · Alemania          | Pia Sundstedt · Finlandia            |
| VI    | 2008 | Villabassa · ( Italia)        | Gunn-Rita Dahle Flesjå · Noruega | Sabine Spitz · Alemania          | Pia Sundstedt · Finlandia            |
| VII   | 2009 | Graz · ( Austria)             | Sabine Spitz · Alemania          | Esther Süss · Suiza              | Petra Henzi · Suiza                  |
| VIII  | 2010 | Sankt Wendel · ( Alemania)    | Esther Süss · Suiza              | Sabine Spitz · Alemania          | Annika Langvad Dinamarca             |
| IX    | 2011 | Montebelluna · ( Italia)      | Annika Langvad Dinamarca         | Sabine Spitz · Alemania          | Esther Süss · Suiza                  |
| X     | 2012 | Ornans ( Francia)             | Annika Langvad Dinamarca         | Gunn-Rita Dahle Flesjå · Noruega | Esther Süss · Suiza                  |
| XI    | 2013 | Kirchberg · ( Austria)        | Gunn-Rita Dahle Flesjå · Noruega | Sally Bigham Reino Unido         | Esther Süss · Suiza                  |
| XII   | 2014 | Pietermaritzburg ( Sudáfrica) | Annika Langvad Dinamarca         | Sabine Spitz · Alemania          | Tereza Huříková · República Checa    |
| XIII  | 2015 | Val Gardena · ( Italia)       | Gunn-Rita Dahle Flesjå · Noruega | Annika Langvad Dinamarca         | Sabine Spitz · Alemania              |
| XIV   | 2016 | Laissac ( Francia)            | Jolanda Neff · Suiza             | Sally Bigham Reino Unido         | Sabrina Enaux Francia                |
| XV    | 2017 | Singen · ( Alemania)          | Annika Langvad Dinamarca         | Sabine Spitz · Alemania          | Gunn-Rita Dahle Flesjå · Noruega     |
| XVI   | 2018 | Auronzo · ( Italia)           | Annika Langvad Dinamarca         | Maja Włoszczowska · Polonia      | Gunn-Rita Dahle Flesjå · Noruega     |
| XVII  | 2019 | Grächen · ( Suiza)            | Pauline Ferrand-Prévot Francia   | Blaža Pintarič Eslovenia         | Robyn de Groot Sudáfrica             |
| XVIII | 2020 | Sakarya ( Turquía)            | Ramona Forchini · Suiza          | Maja Włoszczowska · Polonia      | Ariane Lüthi · Suiza                 |
| XIX   | 2021 | Elba · ( Italia)              | Mona Mitterwallner · Austria     | Maja Włoszczowska · Polonia      | Natalia Fischer · España             |
| XX    | 2022 | Haderslev ( Dinamarca)        | Pauline Ferrand-Prévot Francia   | Annie Last Reino Unido           | Jolanda Neff · Suiza                 |
| XXI   | 2023 | Glasgow ( Reino Unido)        | Mona Mitterwallner · Austria     | Candice Lill Sudáfrica           | Adelheid Morath · Alemania           |
| XXII  | 2024 | Snowshoe ( Estados Unidos)    | Mona Mitterwallner · Austria     | Sina Frei · Suiza                | Candice Lill Sudáfrica               |

1. ↑  Descalificación por dopaje de la medallista de plata, la austríaca Christina Kollmann-Forstner.[3]

## Medallero
- Actualizado a Snowshoe 2024.

| Núm. | País            | Oro | Plata | Bronce | Total |
| ---- | --------------- | --- | ----- | ------ | ----- |
| 1    | Suiza           | 10  | 5     | 10     | 25    |
| 2    | Austria         | 6   | 5     | 1      | 12    |
| 3    | Dinamarca       | 6   | 1     | 2      | 9     |
| 3    | Noruega         | 6   | 1     | 2      | 9     |
| 5    | Alemania        | 2   | 8     | 5      | 15    |
| 6    | Colombia        | 2   | 2     | 3      | 7     |
| 7    | Francia         | 2   | 1     | 2      | 5     |
| 8    | Bélgica         | 2   | 1     | 1      | 4     |
| 9    | Brasil          | 2   | 0     | 0      | 2     |
| 10   | Polonia         | 1   | 4     | 0      | 5     |
| 11   | República Checa | 1   | 3     | 4      | 8     |
| 12   | Portugal        | 1   | 2     | 1      | 4     |
| 13   | Italia          | 1   | 1     | 3      | 5     |
| 14   | Grecia          | 1   | 0     | 0      | 1     |
| 14   | Nueva Zelanda   | 1   | 0     | 0      | 1     |
| 16   | Reino Unido     | 0   | 3     | 0      | 3     |
| 17   | Países Bajos    | 0   | 2     | 2      | 4     |
| 18   | Eslovenia       | 0   | 2     | 1      | 3     |
| 19   | Sudáfrica       | 0   | 1     | 3      | 4     |
| 20   | Estados Unidos  | 0   | 1     | 0      | 1     |
| 20   | Rusia           | 0   | 1     | 0      | 1     |
| 22   | España          | 0   | 0     | 2      | 2     |
| 22   | Finlandia       | 0   | 0     | 2      | 2     |
|      | TOTAL           | 44  | 44    | 44     | 132   |